# ژینوئید
ژینوئید یا فمبات (انگلیسی: Gynoid) یک ربات انسان‌نما زنانه است. ژینوئیدها به‌طور گسترده در فیلم‌های علمی-تخیلی ظاهر می‌شوند. همان‌طور که طراحی ربات‌های انسان‌نما واقعی‌تر از نظر فنی امکان‌پذیر می‌شود، آنها در طراحی ربات‌های واقعی نیز ظهور می‌کنند.
اکثریت ربات‌ها یا ماشین‌مانند، مذکر یا بچه‌مانند بودند، به این دلیل که نه تنها تقریباً همه رباتیک‌ها مرد هستند، بلکه فمبات‌ها مشکلات فنی بیشتری ایجاد می‌کردند.

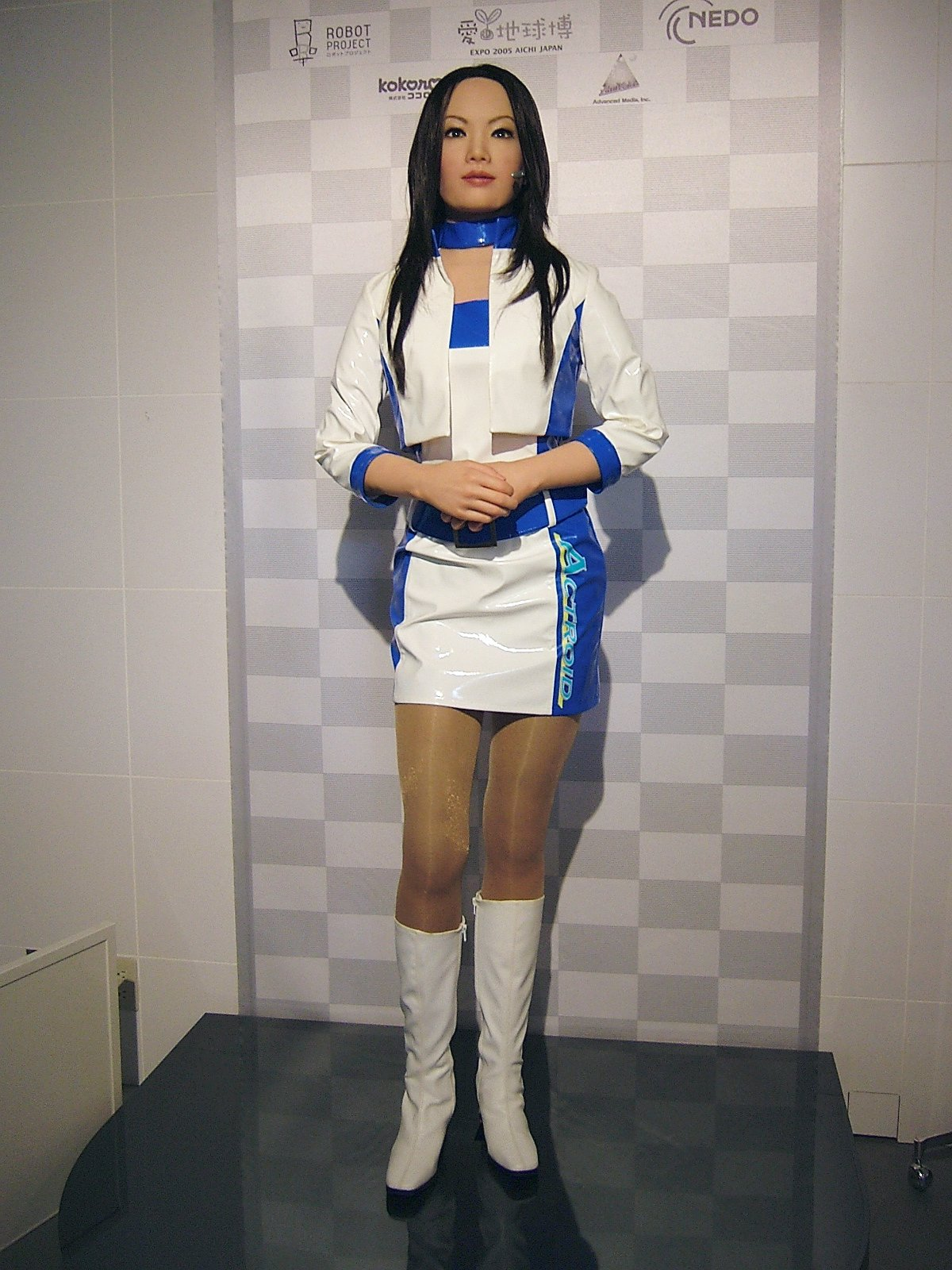
تصویر یک هاروکا در اکسپو ۲۰۰۵ در استان آیچی

ژینوئید هر چیزی است که شبیه یا مربوط به شکل انسان زن باشد. اصطلاح ژینوئید اولین بار توسط ایزاک آسیموف در سرمقاله‌ای در سال ۱۹۷۹ به عنوان معادل نظری زن کلمه اندروید (ربات) استفاده شد. نام‌های احتمالی دیگری برای روبات‌های زنانه وجود دارد. پورمانتو «فمبت» (ربات زنانه) توسط مجموعه تلویزیونی زن بیونیک در قسمت «اسکار را بکش» (۱۹۷۶) رایج شد.

## در قصه‌ها
از زمان نوشته‌های یونانیان باستان، زنان مصنوعی در داستان‌های داستانی و اسطوره‌شناسی رایج بوده‌اند. این امر در داستان‌های تخیلی مدرن، به ویژه در ژانر علمی تخیلی ادامه یافته‌است. در داستان‌های علمی تخیلی، ربات‌هایی با ظاهر زن اغلب برای استفاده به عنوان خدمتکار خانگی و برده جنسی تولید می‌شوند.